# Пси
Пси (главна буква Ψ, малка буква ψ) е 23-тата буква от гръцката азбука. В гръцката бройна система с тази буква се означава 700.
Малката буква ψ се използва като символ за: Психологията
ψ идва от психи (πσιχι), което е душа на гръцки
- Вълновата функция в квантовата механика